# Macroglossum buini
Macroglossum buini is een vlinder uit de familie van de pijlstaarten (Sphingidae). De wetenschappelijke naam van de soort werd in 1926 gepubliceerd door Benjamin Preston Clark.